# ザ・ライフ・アンド・タイムス
ザ・ライフ・アンド・タイムス(The Life and Times)は、アメリカのロックバンド。シャイナー解散後の2002年に、フロントマンだったアレン・エプリーを中心に結成。

## 略歴
2002年にアレン・エプリー、ジョン・メレディス（ex-Someday I）、マイク・メイヤーズ（ex-The String and Return）の3人で結成され、2003年に6曲入りEP「The Flat End of the Earth」でデビュー。その後ツアーを行うがエプリー以外の2人が脱退、一旦の休止期間を経てエリック・アーベルト（ex-Ring Cicada）、クリス・メトカーフ（ex-Stella Link）の2人が加入、セッションを経て新作のレコーディングを行い、2005年7月に1stアルバム『Suburban Hymns』をリリース（日本限定ボーナストラック1曲収録）。長期の全米ツアーや、スプリットEPで共演したスペインのポストロックバンド、Nueva Vulcanoと共にスペインツアーを行う。2006年9月にSTIFF SLACKより日本限定EP『The Magician』がリリースされ、その後の日本ツアーも成功に終わる。11月、12月にも北米ツアーを行った。
2007年夏より新作の制作を開始し、2009年4月に2ndアルバム『Tragic Boogie』をリリース（日本盤は『TRAGIC BOOGIE+3』のタイトルで限定ボーナストラック3曲収録）。2011年にシングル「Day II b/w Day III」をリリースし、9月にニューアルバム発売を発表。翌2012年1月に3rdアルバム『No One Loves You Like I Do』をリリース。2014年9月にも4thアルバム『Lost Bees』をリリースした。

## メンバー

### 現メンバー
- アレン・エプリー（Allen Epley） - ギター、ボーカル、キーボード
- エリック・アーベルト（Eric Abert） - ベース、ギター、キーボード
- クリス・メトカーフ（Chris Metcalf） - ドラムス、パーカッション、キーボード

### 元メンバー
- ジョン・メレディス（John Meredith） - ベース、ギター、キーボード
- マイク・メイヤーズ（Mike Meyers） - ドラムス

## 作品

### アルバム
- Suburban Hymns （2005年）
- Tragic Boogie （2009年）
- No One Loves You Like I Do （2012年）
- Lost Bees （2014年）

### シングル、EP
- The Flat End of the Earth EP （2003年）
- Split w/Nueva Vulcano （2006年）
- The Magician （2006年）
- "Day II" b/w Day III  （2011年）